# 死神

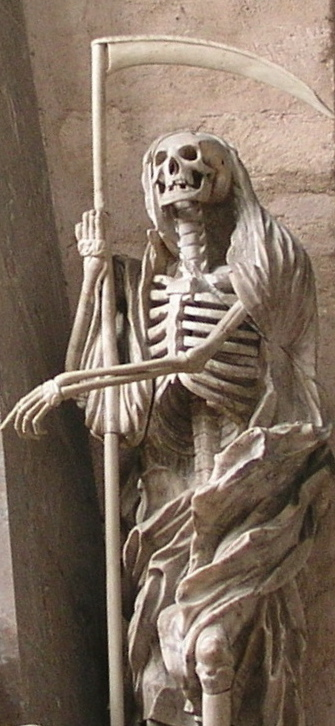
特里爾主教座堂的死神雕像

死神（英語：Death）是死亡的擬人化身，掌管死亡的神靈。由於死亡是人類必經的歷程，因此普遍存在於各民族信仰及宗教之中，也是小說、電影等流行文化常見的題材。
在某些傳說之中，死神通過強制手段收集受害者的靈魂，導致受害者的死亡，稱之為殘酷收割者（Grim Reaper，通常描述為揮舞著大鐮的長袍骷髏）；另有一些信仰則認為，死亡使者（Specter of Death）是一種精神嚮導，祂可以切斷死者靈魂與肉體之間的最後聯繫，指導死者前往來世，但對死者的死亡時間及死亡方式，並沒有任何干涉的控制權；死亡之靈（Spirit of Death）或死亡預喻者（Allegory of Death）會在死亡到來的時候，預先向死者顯示死亡的徵兆。
人們對死亡和未知世界充滿恐懼，因此將死亡稱為恐懼之王（King of Terrors）；在一些宗教的神話體系裡面，死亡與災難的關係密不可分，死亡天使（Angel of Death）會帶來瘟疫、戰爭、飢荒和死亡收集大量的生命；另一方面，死神與惡魔的形象融合為一體，部分認為死亡是源自邪惡的力量，稱之為死之惡魔（Devil of Death）。

## 不同地區

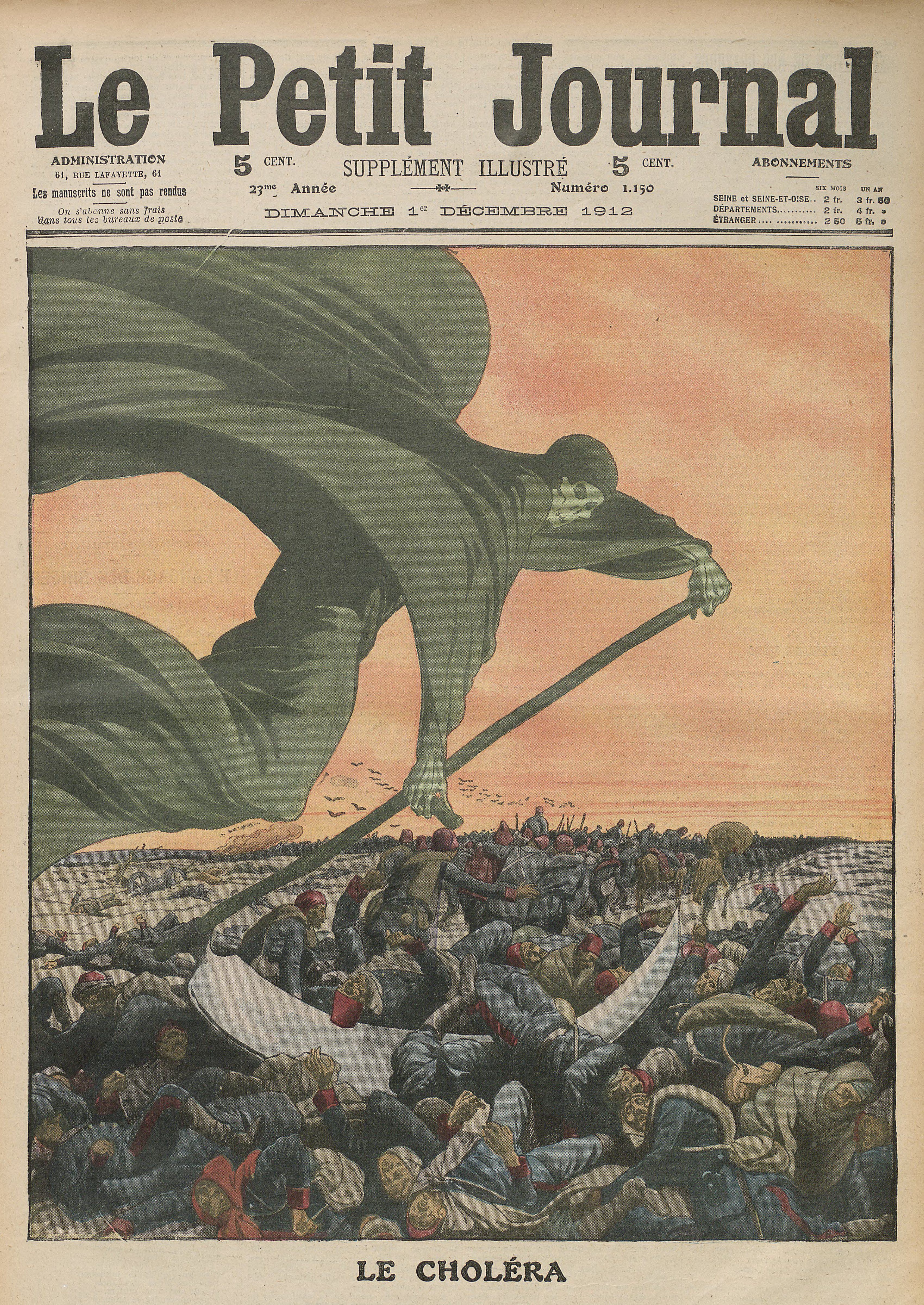
1912年法國《小日報》報導霍亂大流行，插圖是死神正在收割大量的性命

### 西歐
西歐國家自中世紀以來，死亡的擬人形象就是一具沉默的、活動的骷髏。祂經常揮舞著長柄的大鐮，收割垂死之人的靈魂。在英國和德國文化裡面，死神通常被描繪成男性，但在法國、西班牙和意大利文化中，「死亡」一詞的詞性是陰性，因此女性的死神形象並不罕見。
1800年代後期，死神在英語文學中被稱為「殘酷的收割者」（Grim Reaper），這個詞語最早出現於1847年出版的《人生的循環》（The Circle of Human Life）：

所有人都清楚地知道，生命不能持續到七十歲以上，或最多八十歲。如果我們在這個期限之前，沒有遇過殘酷收割者的鐮刀，大約在這個時候，我們將會遇見祂。

死神的概念更早出現於基督教之前，但被基督教化並在中世紀獲得鐮刀、骨架、黑袍、沙漏等的特徵。死神的骷髏形象有很大的程度，是受到中世紀晚期在歐洲基督教盛行的「死亡之舞」的藝術影響。《啟示錄》中的第四個騎士叫做死亡，宗教藝術創作中的形象就是持著大鐮的騎士。值得一提的是，死神的許多名字也可以是指魔鬼，人們對死亡的恐懼，以及古典神話被污名化，導致死神與撒旦的形象融為一體。
祂的其它部份形象可能是「豐收之神」克洛諾斯（Cronus）和「時間之神」柯羅諾斯（Chronus）的混合，克洛諾斯是代表農業的神，身份象徵的器物是大鐮；柯羅諾斯是代表時間的神，因為時間的流逝，所以衍生出死亡的涵義。由於兩者的名字發音相似，輾轉流傳之下慢慢地混合在一起；到了文藝復興時期的藝術作品中，時間之神已經以手執鐮刀的老人形象出現，隨後演變成現在的死神形象。
死神根據不同地方的文化差異，可能是男性或女性、披著長袍或裸露軀幹、騎著黑馬或骷髏馬、駕馭馬車或小舟、背生黑翅或骨翼、用雙腳行走或漂浮在空中，不一而足。

#### 凱爾特

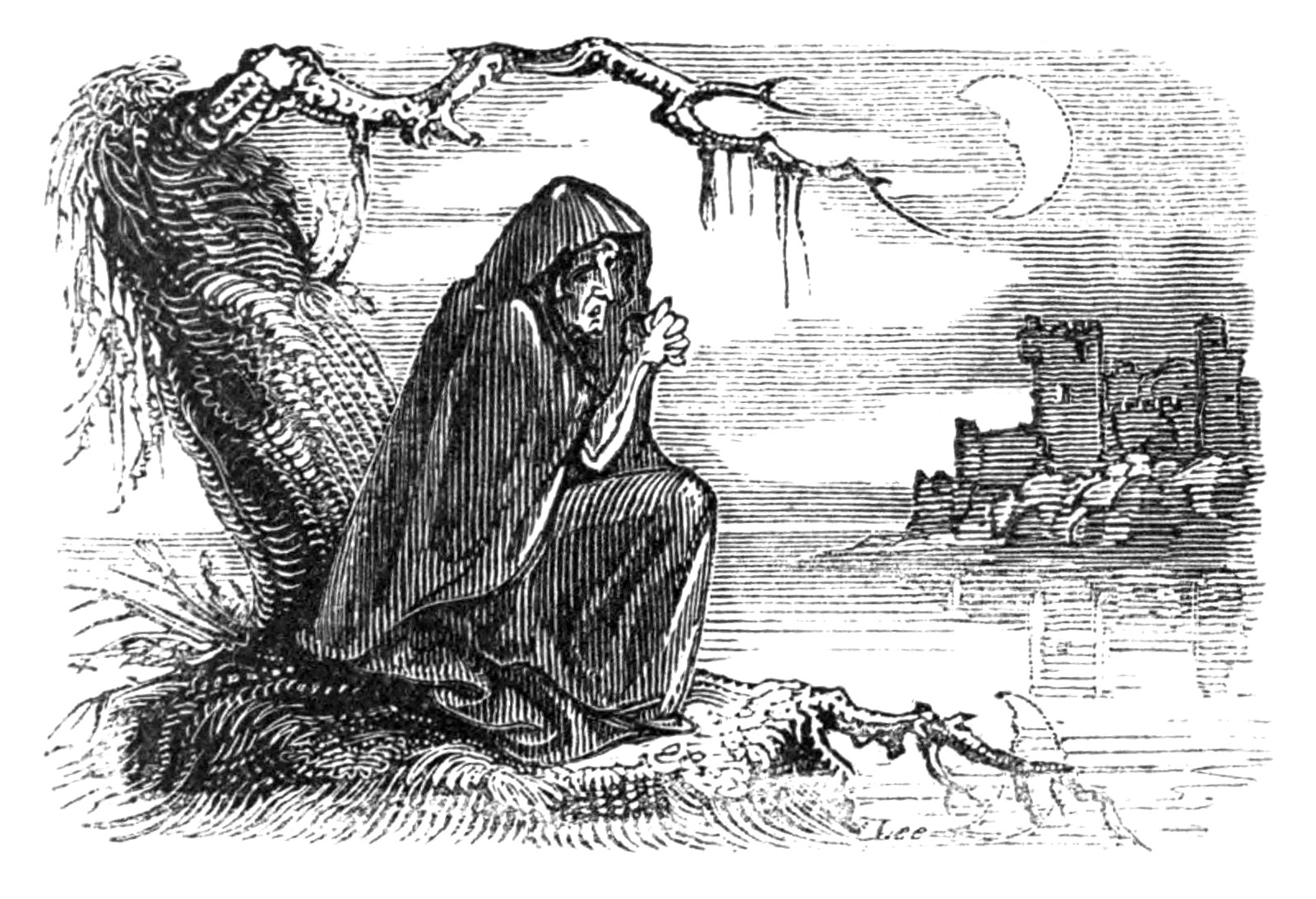
托马斯·克罗夫顿·克罗克於1825年描繪的報喪女妖

死神在不列塔尼民間傳說中被稱為「昂骷」，祂是在社區內最後一個死者的鬼魂，長相高大、戴著寬闊的帽子及留著長長的白頭髮。祂駕馭著吱吱作響的馬車，上面堆滿死者的屍體，當衪在一幢房子前停下時，就意味著裡面的人將會面臨死亡。
愛爾蘭神話中的死神稱為「杜拉漢」，是個沒有頭的騎士。祂騎著黑馬拖拉的馬車，腋下夾著自己的頭部。祂會停在屋前喊著人們的名字，對方馬上就會死亡。祂也不喜歡被人們窺視，當祂覺察自己被窺視時，會用脊骨作成的鞭子抽打窺視者，或是在那人身上扔一盆血，表示那人將要死去。
蓋爾傳說有個女性精靈叫做「報喪女妖」，會通過尖銳的哭嚎預示人們的死亡。關於她的描述通常是穿著紅色或綠色的服飾，有著長而蓬亂的頭髮，有時是醜陋和可怕的巫婆，有時是年輕而美麗的女子。一些故事敘述報喪女妖其實是個幽靈，通常是被謀殺的婦女或在分娩中死亡的母親。據說當幾位女妖同時現身時，就表示有一個偉大的人已經死亡。
蘇格蘭民間傳說有隻黑色、深綠色或白色的大狗，會將垂死之人的靈魂帶往來世，牠的名字叫做「Cù Sìth」。愛爾蘭和威爾斯也有類似的傳說，名字叫做或「Cŵn Annwn」。
威爾斯民間傳說，格溫納德（Gwyn ap Nudd）是死亡化身的護墓者，帶領著野獵者收集遊離靈魂，並將他們送往死後世界，祂的名字有時是梅爾瓦斯（Melwas）、阿隆（Arawn）或阿法拉赫（Afallach）。

#### 低地國家

典型的死神是一具持著大鐮的骷髏人

在尼德蘭和比利時荷語地區，死亡化身的名字叫做「瘦骨嶙峋的海因」（Magere Hein），歷來也被簡稱為海因（Hein）、海因特（Heintje）、海因特曼（Heintjeman）或亨德里克大叔（Oom Hendrik），相關古語稱為「骨頭人」（Beenderman）、「骷髏」（Scherminkel）或「刈草者」（Maaijeman）。
在比利時的其它地區，死亡的化身被稱為「死亡的彼得」（Pietje de Dood），上述兩個名字同樣都可以用來指代魔鬼的稱謂。

#### 日耳曼
德國寓言中的死亡化身被稱為「鐮刀人」（Sensenmann）、「死神教父」（Gevatter Tod）或「收割者」（Schnitter），祂揮舞著一把長柄大鐮收割人們的性命。《格林童話》之中有一則關於〈死神教父〉的寓言，喻示世人無論貧窮還是富裕，在死亡的面前都是一律平等。
死神在古老的德語故事中叫做「海因朋友」（Freund Hein）、「海因教父」（Gevatter Hein）或「海因兄弟」（Bruder Hein），「海因」是海因里希的簡稱，通常用來指代一個不願提及名字的人，或是須要避諱的事物。這個詞語最早出現於1650年的宣傳單張，上面寫著：「海恩朋友不能被拒絕，充滿力量、友善、忠心和祈禱。」
巴伐利亞和奧地利東部將死神稱為「骨頭商人」，這個詞語帶有貶低的涵義，比喻死亡是卑微的商人，買賣一些沒有價值的東西，這讓人們以更輕鬆和超越死亡的心態去面對死亡。巴伐利亞作家阿尔方斯·施威格特形容「死亡不能帶走巴伐利亞人的生命，巴伐利亞人準備離去時，會居高臨下地與死神前行。」

### 波斯
阿斯圖維達特是瑣羅亞斯德教經典《阿維斯陀》中記載的死之惡魔，祂的名字意思是「粉碎肉體者」，傳說無人能夠逃出祂的掌握。公元9至10世紀使用中古波斯語巴列維文字書寫的文獻中，描述阿斯圖維達特是將靈魂帶走的惡魔，當祂用手觸摸一個人時，他就會陷入沉睡；當祂投下陰影時，就會讓他發燒；當祂用眼睛看著他時，他將喪失呼吸的力量。

### 古中東
公元前12至13世紀，黎凡特的迦南人將死亡的化身稱為「莫特」，祂是主神埃爾之子。腓尼基人也以莫特的名義崇拜死亡，其後來成為猶太教中的死亡天使，稱作「馬威特」（Maweth）。

### 古埃及
阿努比斯是埃及神話的冥界之王，祂是亡者前往陰間的守護者。古王國時期的文獻中，祂是最重要的死亡之神，會用天秤量度亡者心臟的重量，直到中王國時期才被歐西里斯取代地位。
有些葬禮文本描述阿努比斯會伴隨在木乃伊身旁，或是坐在墳墓的頂端保護墳墓。據說阿努比斯是發明木乃伊製造方法的神靈，通常被描述為有著胡狼頭的男神，在古埃及製作木乃伊的過程中，祭司會戴上祂的面具，打扮成阿努比斯的模樣，象徵阿努比斯領導工作並保護死者。

### 古希臘

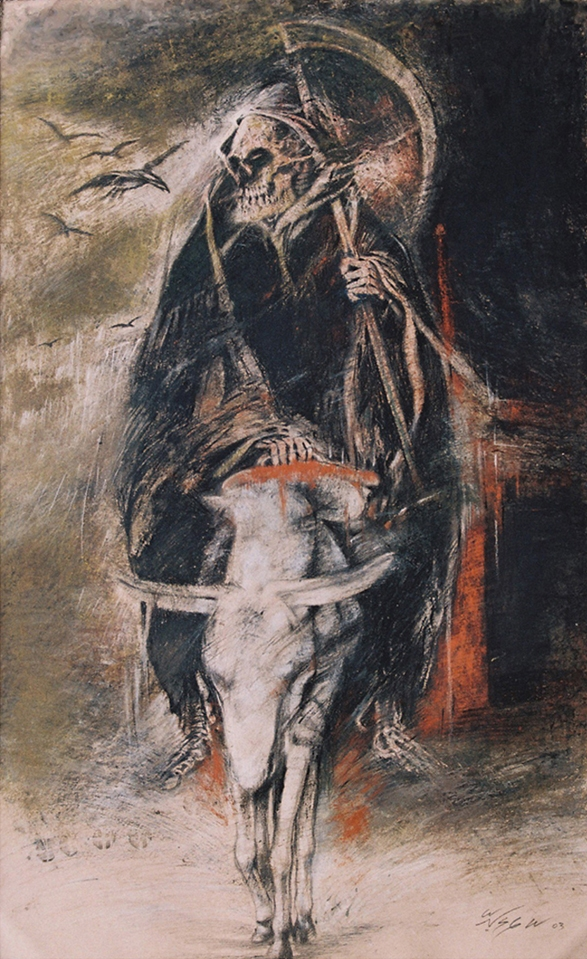
羅馬神話中的摩耳塔

桑納托斯是古希臘宗教和神話中的死神，他與睡神許普諾斯是黑夜女神妮克斯的孿生子，當兩位孿生兄弟同時出現時，通常象徵著安詳地死亡。
赫耳墨斯是人死後的接引者，祂幫助死去的靈魂到達冥界，是除了哈得斯和珀耳塞福涅之外，唯一可以自由出入冥界的主神。亡者的靈魂到達冥河時，船夫卡戎負責將死者渡過冥河前往冥界。
黑夜女神妮克斯的女兒克蕾絲是暴力死亡與戰爭的女神，她們樂於飲血、殘暴及仇恨精神，長著黑色翅膀和爪牙，穿著血腥的衣服。

### 古羅馬
羅馬神話中的死神叫做墨爾斯，對應於希臘神話的桑納托斯。墨爾斯的形象經常描繪為穿著黑袍、手持大鐮的陰沉老人，祂的名字在拉丁語中就是死亡的意思。
摩耳塔是羅馬神話的死亡女神，對應於希臘神話的阿特羅波斯。她是帕耳開三女神中最年邁的一位女神，通常被描繪為老婦，象徵著黑夜與黑暗，伴隨的死亡而產生的痛苦。

### 拉丁美洲

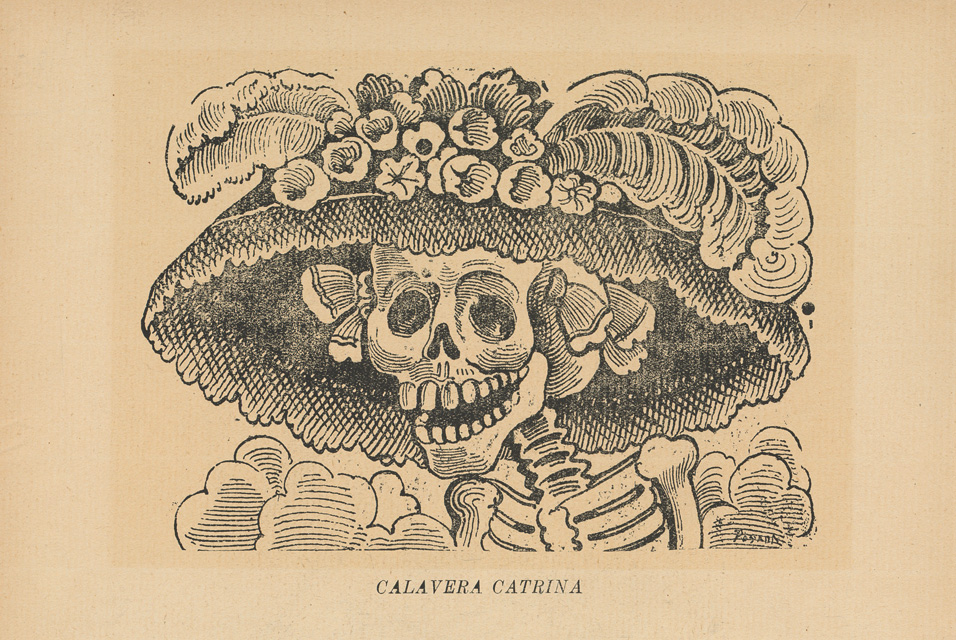
繪於1913年的死亡之靈卡特里娜的插畫

死亡一詞在拉丁語系是個陰性詞，因此死亡化身在拉丁語國家經常是女性的形象。
米克特卡西瓦特爾是阿茲特克神話的死亡女神，她與丈夫米克特蘭特庫特利共同統治死後的世界。她的職責是監管屍骨，以及主持死亡祭祀的節日。這些節日結合西班牙的文化傳統，演變為現在的亡靈節。
聖母慕爾特是墨西哥民間宗教的民間聖人，前哥倫布時期以來，墨西哥文化一直對死亡保持著崇高的敬意，並廣泛紀念亡靈節，象徵死亡化身的卡特里娜就是墨西哥亡靈節的標誌。
聖拉穆爾特（死亡聖人）是在巴拉圭、阿根廷東北部和巴西南部享譽盛名的民間聖人，祂是一個手持大鐮的男性骷髏人。墨西哥天主教會批抨聖拉穆爾特的奉獻傳統，是將異教與基督教混為一體，與信奉耶穌基督戰勝死亡的信仰背道而馳，但仍有許多奉獻者認為崇拜聖拉穆爾特是天主教信仰的一部分。
聖帕斯夸利托是危地馬拉的民間聖人，被尊為是「墓地之王」。祂是一個戴著斗篷及皇冠，手持大鐮的骷髏人，象徵著死亡和瘟疫。
巴西宗教溫班達是混合非洲約魯巴文化而形成的信仰，奧里沙奧姆魯代表疾病、死亡和康復。另一個象徵死亡的奧里沙埃舒，祂也是十字路口、墓地和午夜的象徵。
在海地巫毒教之中，象徵死亡和繁衍的神靈是蓋德家族，其中最著名的是蓋德家族首領撒麥迪男爵，其餘成員包括碧姬媽媽、墓地男爵、克魯瓦男爵和科里米涅爾男爵。

### 斯拉夫

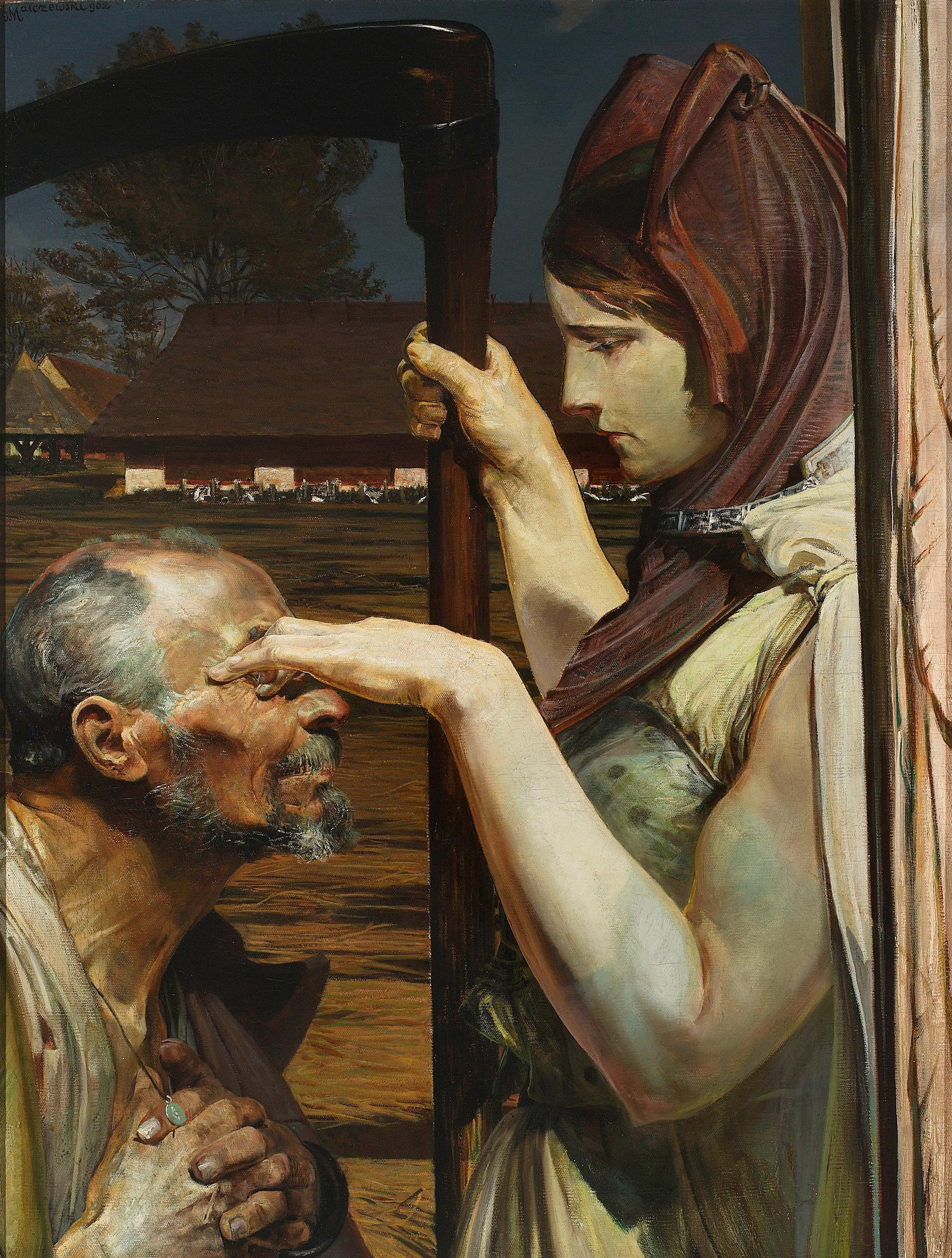
贾塞克·马尔泽夫斯基於1902年的油畫作品《死亡》

斯拉夫神話中的莫拉納女神是代表寒冬、死亡和重生的神靈，人們會在冬末至初春崇拜她，象徵著世界重獲新生。
死神在波蘭傳統文化是位白袍的女性，因為死亡（Śmierć）一詞在波蘭語中是個陰性詞。持著大鐮的骷髏則稱為「收割人」（Kostucha），祂有時會將臉部隱藏在陰影之下，僅能看見漂浮的斗篷、帽兜和鐮刀，因此也有可能是個幽靈。
塞爾維亞和南斯拉夫國家將死亡的化身稱為或，斯拉夫人認為死神與魔鬼有非常相似的黑暗力量。
捷克共和國首都有座中世紀落成的布拉格天文钟，上面有個代表死神的骷髏雕塑，祂的一手拿著沙漏，另一手拿著鈴鐺，象徵死亡會隨著時間而降臨。

### 芬蘭和卡累利阿
靈魂鳥在芬蘭神話和異教中，被認為是人類靈魂的嚮導和守護者。傳說，牠會在孩子出生時為他帶來靈魂，直到死亡時才將他的靈魂帶走。根據古老的習俗，人們會在床邊放置一個靈魂鳥的木製護身符，保護睡眠者的靈魂不會在夢中迷失方向；或者是將它放置在墓碑上面，讓死者的靈魂能夠安詳地離開。

### 斯堪的納維亞
北歐神話的女神海拉是掌管冥國的女王，她所在的亡者之國是冰冷的永夜國度，凡是無法進入英靈殿的凡人，都會進入她統治的冥國。主神奧丁有引導英靈的能力，祂的屬下瓦爾基麗在戰場上賜與戰死者美妙的吻，讓戰士的靈魂進入英靈殿。
黑死病肆瘧時期，挪威民間故事經常將死亡描繪成一個頭戴黑巾，名叫佩斯塔（Pesta）的老婦，她的名字意思是「瘟疫女巫」。如果她拿著耙走進小鎮，將會有些人在瘟疫中倖存下來；但是，如果她拿著掃帚的話，所有人都會死去。
直到後來，骷髏死神的形象成為死亡的主流符號，電影《第七封印》中騎士與死神下棋的場景，就是源自瑞典一個描繪死亡的著名作品。

### 波羅的海
拉脫維亞神話稱呼死神為「靈魂的母親」（Veļu māte），是個穿著白袍的女性。當一個人死亡時，她會在墓地等待他，並用盛宴接待他，以及給他分配一個地方。

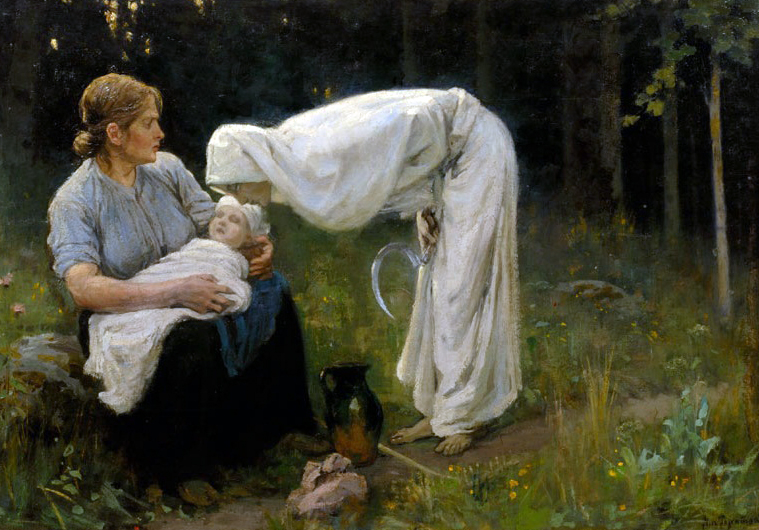
贾尼斯·罗森塔尔斯作品《死亡》中的母親

立陶宛神話的死神叫做「吉利季涅」（Giltinė），是個醜陋的老婦人，有著尖長的藍色鼻子和毒舌。她的姐姐是生命和命運女神拉伊瑪，彼此象徵著開始與結束的關係。
基督教興起使得波羅的海神話逐漸沒落，骷髏死神的形象在波羅的海國家，已經成為死亡的主流符號。

### 印度
死亡在梵語中叫做（Mṛtyu），在印度諸教的人格形象是閻魔（Yamarāja）和死魔（Mṛtyumāra），婆羅門教和佛教的經典都有類似的傳說。這個信仰也廣泛傳播在佛教盛行的地區，包括尼泊爾、不丹、西藏、蒙古、雲南、緬甸、泰國、柬埔寨、老撾和斯里蘭卡。
根據《吠陀》記載，閻魔天是亡者的統治者，祂騎著黑色的水牛，並用繩索將亡者引到那落迦。閻魔使者會記錄下亡者生前所造的諸業，並保存在支吒笈多，以決定亡者的下一世歸宿。魔羅是死亡、奪命和障礙的象徵，祂們的首領叫做波旬，死之魔羅在其中是代表生死輪迴的痛苦。

### 東亞
閻羅王隨著佛教信仰傳播到漢地，同化成為地府十殿的主宰，並隨後流傳到臺灣、日本、韓國、越南和琉球。傳說祂的手中有本生死冊（戶籍），上面記錄著每一個人的壽命，當人的生命結束時，祂就會派遣屬下把他的魂魄押到地府接受審判。
無常是中國民間傳說中拘魂的陰差，本義是象徵著世間一切因緣變幻莫測，所有事物都會逐漸衰退、消滅和死亡。其餘的拘魂使者還有謝范將軍、牛馬將軍、枷鎖將軍，祂們是地府司法神明的部將。在道教和民間信仰之中，負責接引亡靈的使者稱為「金童玉女」或「五方童子」，祂們負責將亡靈引渡往生極樂世界，或是往生仙界。
韓國神話《鉢里公主》描述鉢里公主（바리공주）是引導亡魂到陰間的神靈；《差使本解》中的拘魂使者稱為「監齋使者」（저승사자），祂是在地府中嚴厲無情的差吏，會押送所有人從現世來到死的世界。其中一位差使叫降臨道令，祂會帶著寫有受死者名字的赤牌旨（적패지），呼唤三次死者的名字，他的靈魂將會離開身體，不由自主地跟著離去。

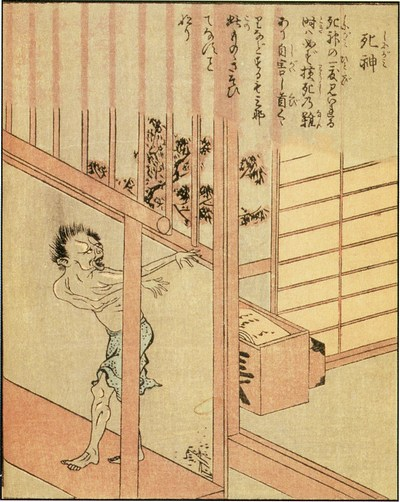
竹原春泉齋繪製的死神，出自《繪本百物語》

根據日本神話《古事記》記載，伊邪那美命在生產時被火燒死，然後進入永夜的黃泉之國。她的丈夫伊邪那岐命追到黃泉，想要把伊邪那美命帶回到地上，但發現伊邪那美命變得醜陋不堪，因此嚇得落荒而逃。伊邪那美命感到自己被羞辱，便派出黃泉醜女追殺伊邪那岐命，兩柱神明最終訣別。伊邪那美命因此成為黃泉的主宰神，並發誓每日將縊殺千人，被稱作「黃泉津大神」或「道敷大神」。
死神（Shinigami）是日本民間傳說的惡鬼，這個詞語在古日語中並不常見，直至江戶時代的人形淨瑠璃《曾根崎心中》才出現這個詞語。江戶時代的文學作品之中，也有多次提到死神（縊鬼）是意外死去的鬼魂，因為心中仍然存有怨恨，所以會徘徊在死去的地點，引誘有邪念的人以相同方法自殺，或予以附身的怪談故事。

## 亞伯拉罕諸教
在《希伯來聖經》之中，多次記載耶和華派遣天使毀滅掉希伯來的敵人，祂被稱為耶和華的使者（《列王紀下》第19章第35节参）、毁滅者（《出埃及記》第12章第23节参）、滅命天使（《撒母耳記下》第24章第15节至第16节参、《歷代志上》第21章第15节参、《約伯記》第33章第22节参）、死亡的使者（《箴言》第16章第14节参）。 《聖經》並未直言死亡天使的身份，文藝復興時期的天主教中，祂被認為是大天使米迦勒；在伊斯蘭教中，被認為是大天使亞茲拉爾。:64–65
猶太人傳統稱死亡為「黑暗與光明天使」（Angel of Dark and Light），這個名字源於猶太經典《阿加達》，並且提到一個名叫亞巴頓的深淵天使（Angel of the Abyss）。死亡天使在《塔木德》的記載中，被描述為是大天使薩邁爾。

### 猶太教

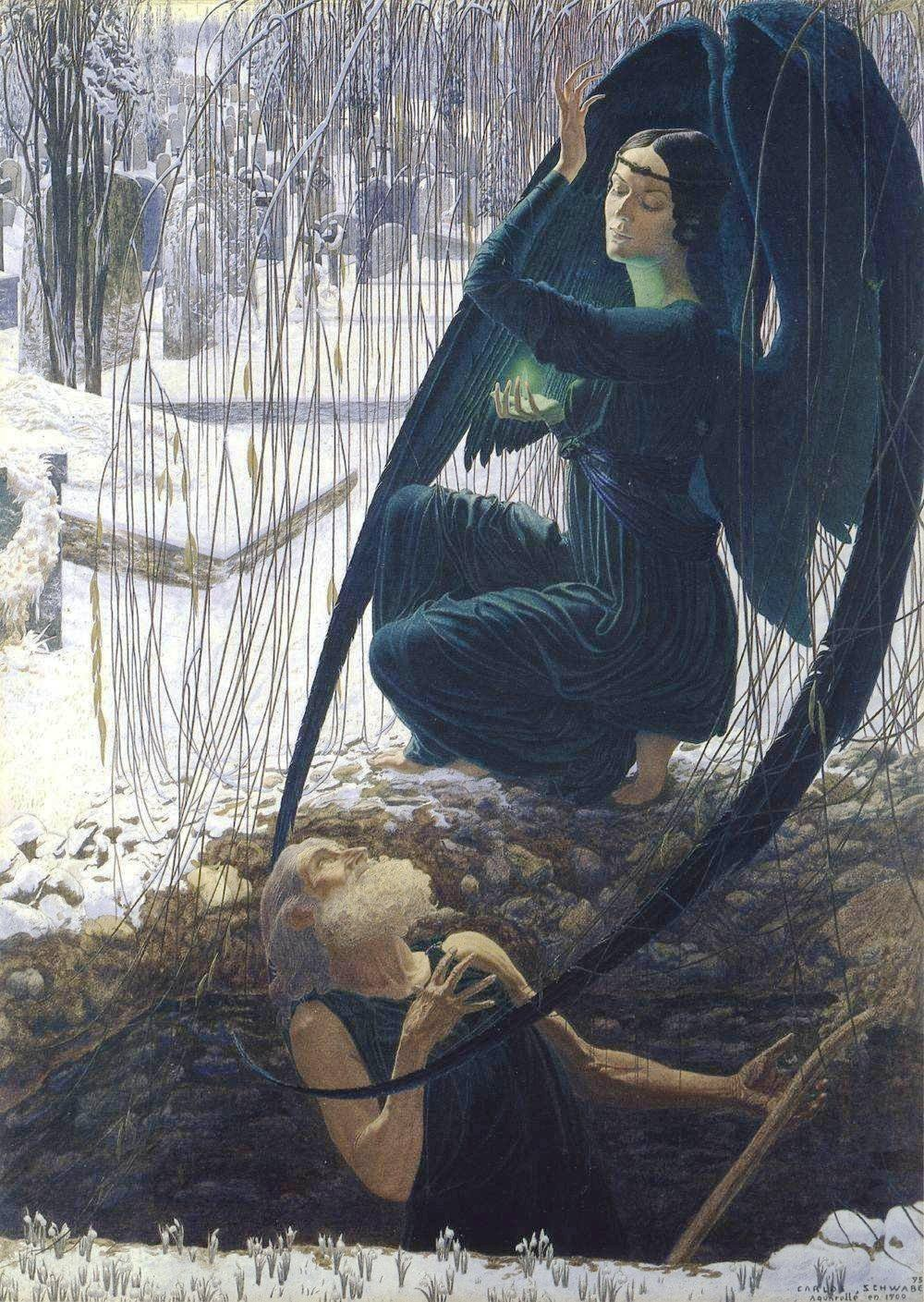
卡洛斯·施瓦貝的作品《掘墓人與死神》

猶太正統的《塔納赫》之中，死亡有時化身為噬食血肉的魔鬼（《哈巴谷書》第2章第5节参、《約伯記》第18章第13节参）。在《何西阿書》和《耶利米書》中，都提到耶和華將乾旱和死亡的使者，移交給崇拜偶像的猶大人，作為對敬奉其他神靈的懲罰。
毀滅者在聖經中是同垂死有關的使者，指不再受到守護天使保護的人，使其遭到滅絕的天使。雖然宗教學者對這個詞語代表的涵義仍有許多爭議，但如同《約伯記》第33章第22節所述，它們通常是代表某種形式的殺害者。

#### 形式與功能
根據《米德拉什》的闡述，上帝在創世的第一天創造出死亡的天使。祂居住在天國，擁有十二羽翼，從那裡扇翅八次就會到達地上，然而瘟疫只要扇翅一次。上帝在出埃及對死亡天使說，「我賜予你力量要用於所有人」、「唯有這人（指摩西）通過律法，有免於死的自由」。死亡的天使佈滿眼睛。在死亡的那一刻，祂拔出一把劍，站在受死者的頭上，手中抓住一滴膽汁。當垂死的人見到死亡，便會開始抽搐、伸手亂抓及張開嘴巴，於是死亡天使將膽汁滴進那人嘴裡，導致他死亡後臉色變黃。「死亡的滋味」一詞的典故出自於此，即死亡是由膽汁落下所引起。
人的靈魂會通過喉嚨，然後從嘴裡逃脫；因此，死亡天使會站在垂死之人的頭上。當靈魂離開身體時，它的聲音從世界的盡頭傳到其他地方，但無法被人聽見。歷代經典中提到，死亡天使手中拔著一把劍，表示死亡天使是殺死人類的戰士。人在死亡的那天，如同屠殺者面前的家畜般，在死亡天使的面前跌倒。祂對塞繆爾的父親說，為了保存人類的尊榮，不會像屠殺野獸那樣撕掉人們的脖子。死亡天使有時用刀代替劍，或是使用繩索讓人窒息死亡。祂負責執行上帝為犯罪者定下的刑罰，猶太人的四種處決方式中，有三種是源自於死亡天使，即是：燒死（將熱鉛倒入受害者的喉嚨）、殺死（斬首）和縊死。
死亡天使披著一襲修道士的披風。祂會為了達到目的，而示現出特殊的身份，例如在乞丐祈求憐憫時，示現出捐贈者的樣子。當鎮上流行瘟疫時，不要走在馬路中間，因為死亡天使（即瘟疫）大步走在那兒；如果鎮上享有和平，不要走在道路的邊緣。當城鎮流行瘟疫時，不要一個人去猶太教堂，因為死亡天使在那裡存儲祂的工具。如果聽見狗在吠叫，那麼死亡天使已經進入這座城市。如果祂們開始炫耀，那麼先知以利亞已經來到。人們日用的祈禱中，死亡的天使稱為「毀滅者」（destroyer）。
《Midrash Maaseh Torah》記載有六位死亡天使，加百列負責君王、卡西爾負責青年、馬什比爾負責動物、馬錫特負責孩童、阿輔和黑曼負責人和家畜。薩邁爾在塔木德文獻中，被認為是天上萬軍的一員，執行殘酷而有破壞性的任務。祂在猶太人的傳說中，就是死亡天使和撒旦軍團的頭領角色。

#### 學者與死亡天使

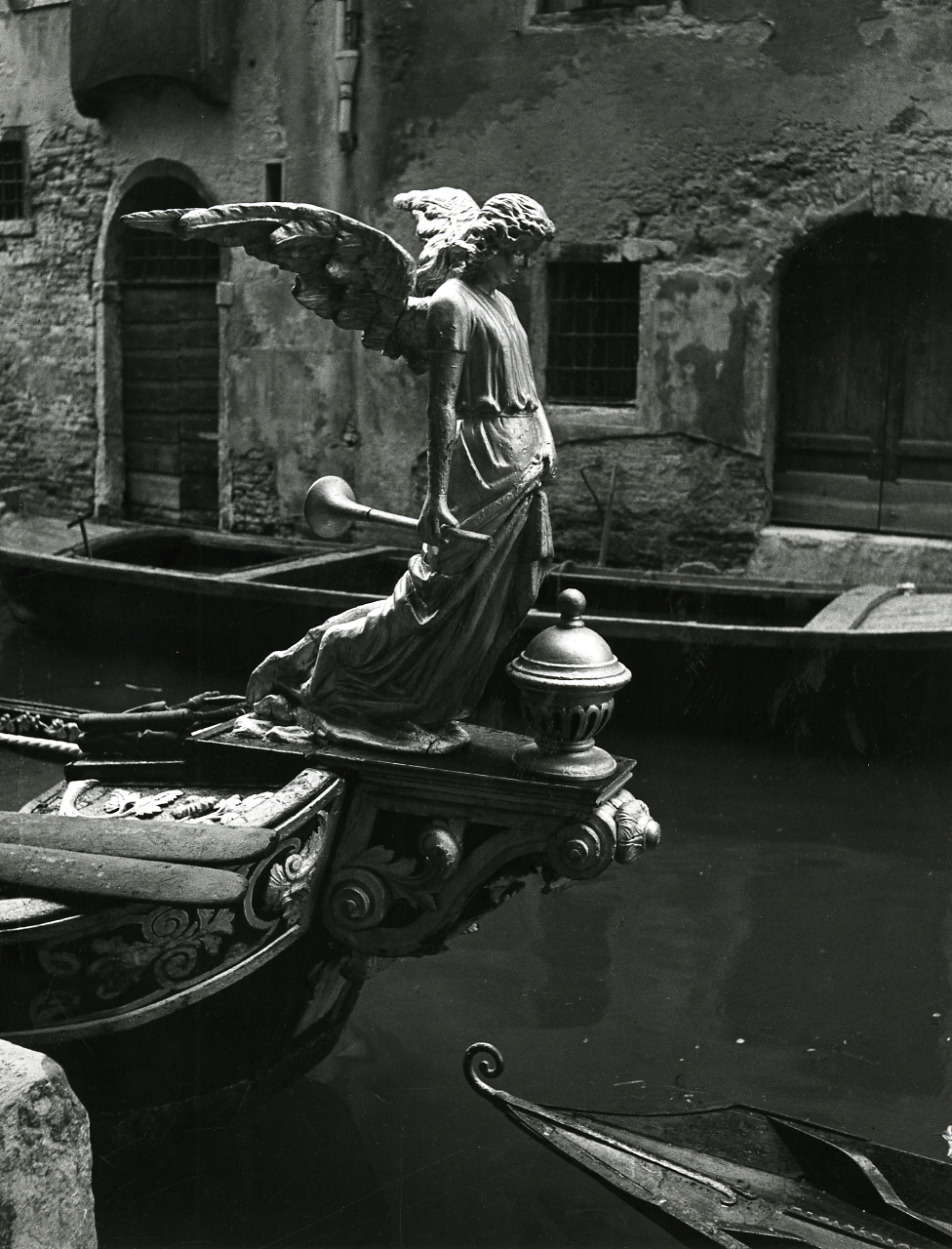
葬禮吊船的死亡天使雕塑，保羅·蒙蒂攝影於威尼斯（1951年）

4世紀的塔木德學者非常熟悉祂，當祂出現在街上時，學者們就像猛擊野獸一樣抨擊祂，於是天使在他家呼喚祂。祂給予三十天的喘息時間，以讓他可以在進入下一個世界之前，整理自己的知識。有三分之一的人無法進入下一個世界，因為他無法中斷對塔木德的學習；有四分之一的人，祂展示了一根火杖，因此祂被認為是死亡天使。祂經常進入比比的房子，並與他進行交談。祂訴諸策略來葬送祂的目標。
約書亞·本·列維的生平極具傳奇特色。當他死的時候，死亡天使出現在他面前，他要求向人們展現天堂中的位置。當天使同意這一點時，他索要天使的刀器，以免天使阻嚇他。這個請求也得到應允，約書亞將刀子拋過天堂的牆，不被允許進入天堂的天使，抓住了他的衣服末端。約書亞表示說他不會出去，上帝宣布他除非宣誓，否則不准離開天堂，但他從未宣誓，因此只能留下來。死亡天使要求拿回祂的刀子，但被約書亞拒絕。這時天上傳來聲音說：「把刀子還給祂，因為人類的子民需要它帶來死亡。」猶豫不決的約書亞歸還這把刀子，換取獲悉死亡天使的名字。為了永遠不會忘掉這個名字，他將名字刻在自己的手臂上，當刀子歸還給天使時，手臂上的痕跡消失，他就遺忘了這個名字。

#### 拉比的觀點
拉比發現在《詩篇》第89章第48節提到了死亡天使，《塔庫姆譯本》將這段經文翻譯為「沒有一個人能活著、看見死亡天使，還能救出他的靈魂脫離祂的掌握。」《傳道書》第8章第4節在《米德拉什》中解釋為「沒有人能脫離死亡天使，也無法對祂說『等我把事情整理好』，或是『有我的孩子、我的奴隸，可以代替我』。」當死亡天使出現的時候，沒有任何補救的餘地。如果一個犯罪的人承認自己的過錯，那麼死亡天使可能不會碰他。上帝保護免受死亡天使。
善行可以克服死亡天使的憤怒，當一個人不執行仁善時，死亡天使將出現在他面前。死亡天使從上帝那裡得到差遣。但是，當祂獲得毀滅的命令時，就不會從中區分善惡。然而在路斯城（Luz），死亡天使沒有權能，當年老的居民準備離世時，他們就會去到城外。

### 基督教

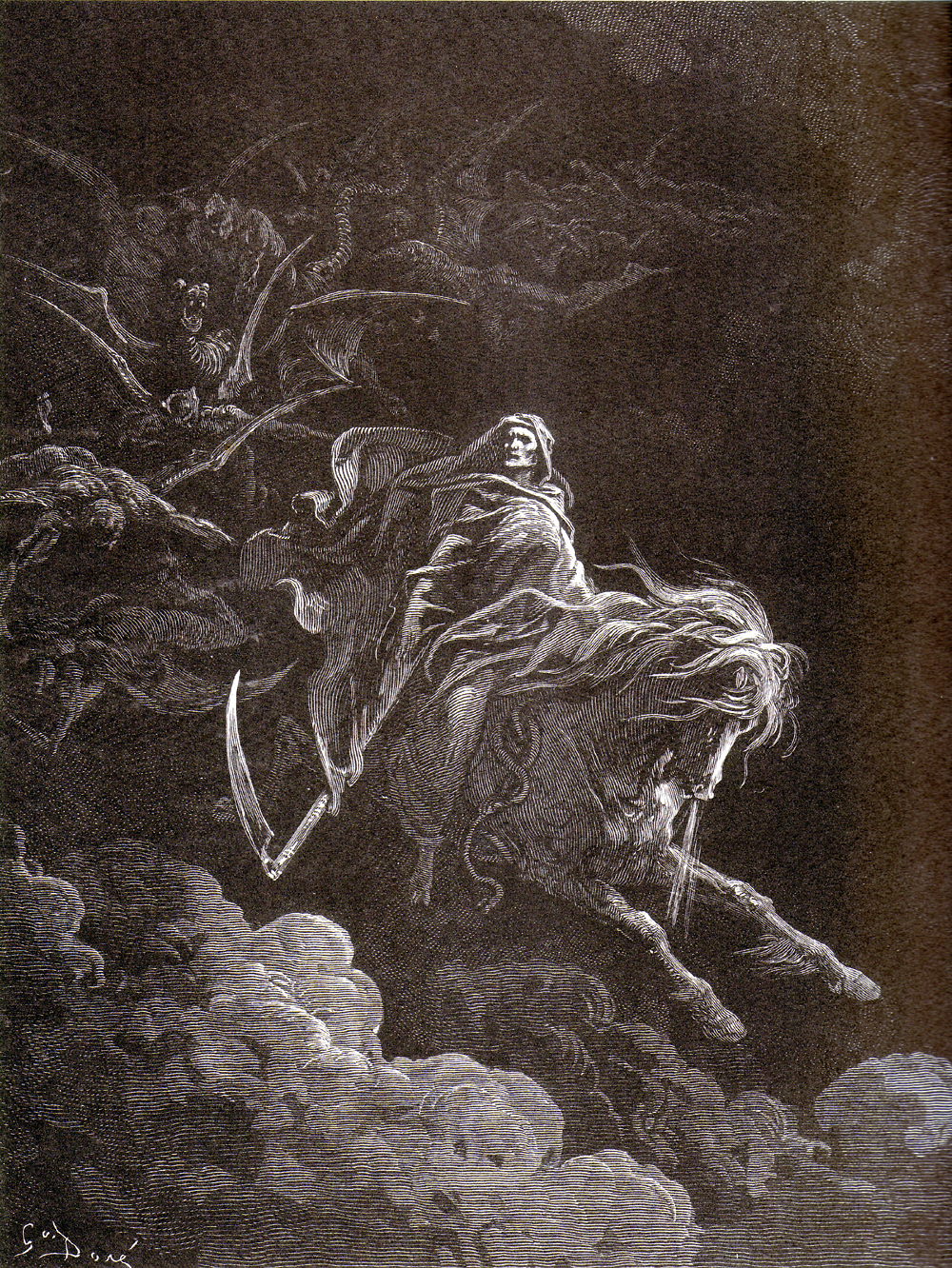
古斯塔夫·多雷作品《白馬上的死神》（1865年）

死亡在《新約聖經》之中，是啟示錄中的四騎士之一（《啟示錄》第6章第7节至第8节参）。他也被稱為「蒼白騎士」，名字叫做塔納托斯（死亡），這個詞語在聖經的解釋為「身體的死亡」，中文翻譯為死亡、死味、死罪等；他的名字與古希臘神話的死亡化身相同，並且是四位騎士之中，唯一一位有被命名的騎士。
我又觀看，看哪，有一匹灰綠色的馬。那騎馬的，名叫「死亡」，陰間伴隨著他。他們被賜予了權柄可以統管地上的四分之一，用刀劍、饑荒、瘟疫和地上的野獸去殺害人。
 — 《啟示錄》第6章第8節，中文標準譯本
保羅在《哥林多前書》第15章第55節，以一種擬人化的語氣與死亡進行對話；在一些《新約聖經》的版本中，他在這裡呼喚的名字是「哈得斯」（死亡，Hades）。
「死亡啊！你的勝利在哪裡？死亡啊！你的毒刺在哪裡？」
 — 《哥林多前書》第15章第55節，中文標準譯本
《希伯來書》第2章第14節描述「魔鬼」掌握死亡的權勢（《希伯來書》第2章第14节参）。
所以，孩子們既然同屬血肉之體，他也照樣同有一樣的血肉之體，為要藉著死亡來廢除那掌握死亡權勢的——就是魔鬼。
 — 《希伯來書》第2章第14節，中文標準譯本
基督教經文中包含對阿巴頓的描述，稱祂是掌管毀滅之地的使者（《啟示錄》第9章第11节参）。
有一個王統管牠們，就是那無底坑的使者；他的名字，希伯來語是「阿巴頓」，按希臘語的名字是「阿波倫」。
 — 《啟示錄》第9章第11節，中文標準譯本
薩邁爾在基督教之中，有許多類似於撒旦的職能，被認為是墮落天使；:257–60 但有些解釋認為祂並非是邪惡，因為祂的職能也被認為會帶來好處，例如消滅罪人。當彌賽亞到來時，所有的死者都會復活，死亡也將被終結。撒旦被認同為敵基督，是死亡的使者。
最後被廢除的仇敵就是死亡。
 — 《哥林多前書》第15章第26節，中文標準譯本

### 伊斯蘭教

伊芙琳·德·摩根的作品《死亡天使》

在伊斯蘭教之中，大天使亞茲拉爾被認為是死亡的天使，祂和祂的下屬將靈魂從死人中拉出，引導他們度過來世的旅程。祂們示現的形象取決於一個人的行為，對善人表現得很美好，對惡人則表現得像可怕的怪獸。
伊斯蘭教經典詳細地討論死亡之前、之中和之後的情境，死亡天使在人們垂死之時奪走他們的靈魂，罪人的靈魂以最痛苦的方式被提取，而義人的待遇卻很容易。在人的遺體埋葬以後，芒克與納基爾負責檢驗死者的信仰，回答正確的義人可以在死後過著和平與安逸的生活，罪人和不信教的人就要接受懲罰。在死亡和重生之間的狀態，稱為「不可穿越的界限」（巴爾札赫）。
死亡在伊斯蘭世界的神學裡面，並不被視為是生命的終結，而是生命延續的另一種形式。在伊斯蘭信仰之中，真主將世俗作為來世的考驗場，世俗生活將隨著死亡而結束。因此，每個人都有一次機會為來生做好準備，真主將對每一個人做出復活和審判，並根據他們所做的好事和壞事，讓他們有權獲得獎賞或懲罰。所以，死亡被視為是通往來世的門戶，已經由真主預先為人們做好安排，每個人死亡的確切時間，只有真主才能夠知道。

## 流行文化

### 日本
- 《聖鬥士星矢》中的「死神達拿都斯」，冥王黑帝斯的親信之一、睡神修普諾斯的孿生兄弟。
- 樞簗漫畫《黑執事》中的「死神」。
- 久保帶人的漫畫《BLEACH》及其衍生作品。
- 高橋留美子的漫畫《境界之輪迴》及其衍生作品。
- 漫畫《死亡筆記本》中的種族。
- 《東方Project》中的角色小野塚小町。
- 《尋找滿月》中的達克托·奇拉、梅洛蔻·由依、泉·里歐。
- 《暗之末裔》。
- 《美少女死神 還我H之魂！》。
- 《鬼太郎》中的「死神」。
- 《死神的歌謠》中的「百百」。
- 小岛秀夫游戏《死亡搁浅》中的角色亚美利。
- 《Hololive》中的「森美聲」
- 米津玄師的单曲《死神》
- 《恶魔城》系列电子游戏中的死神，他是本系列大反派德古拉伯爵忠实的奴仆和手下。

### 臺灣
- 霹靂布袋戲的角色「死國之神」。
- 公視擁抱青春靈魂最深處三部曲之二部曲的戲劇《死神少女》。

### 美國
- 動畫《天兵公園》中的死神。
- 動畫《愛酷一族》中的死神格林。
- 動畫《探險活寶》中的死神。
- 電影《第六感生死缘》。
- 電影《絕命終結站系列》中策畫出一系列「意外事故」的死神。

## 另見
- 擬人論
- Memento mori
- 死神教父（德语：Der Gevatter Tod）
- 死亡之舞
- 戴維·瓊斯的箱子
- 死亡的勝利
- 死亡的戰車（英语：The Chariot of Death）
- 死神与少女（英语：Death and the Maiden (motif)）
- 死神 (塔罗牌)
- 死神列表（英语：List of death deities）
- 骷髅 (不死生物)（英语：Skeleton (undead)）
- 头骨艺术（英语：Skull art）
- 祖灵崇拜
- 灵魂的指导（英语：Psychopomp）
- 死亡天使（英语：Angel of Death）
- 死亡符號（德语：Todessymbolik）
- 啟示錄中的四騎士
- 文學和藝術作品中的死亡（德语：Tod#In Literatur und Kunst）
- 死神題材作品列表（英语：:Category:Personifications of death in fiction）

## 註解
1. ↑  《人生的循環》是羅伯特·孟席斯的譯作，翻譯自奧古斯特·托勒克於1841年出版《基督徒奉獻的時間》的一部分。
2. ↑  另外一個同樣被混淆的詞語是「烏鴉」，因此烏鴉在西方民俗中也有死亡的象徵意義。
3. ↑  愛爾蘭和蘇格蘭部分地區，傳統的喪禮過程中會有傷心的婦女在放聲哭號，她們被稱作是「慟哭的女人」。
4. ↑  德語原文：
5. ↑  「天使」一詞，希伯來語原文作（H4397）、希臘語原文作（G32），本義是指傳信的使者，這詞在《聖經》譯本中翻譯為天使、使者或特使。
6. ↑  《新欽定版聖經》原文：